# Konstantin Kravchuk
Konstantin Kravchuk (Moscou, 23 de fevereiro de 1986) é um tenista profissional russo, tem como melhor posição 184° em simples.

## Simples
| Legenda           |
| Challengers (1–0) |
| Futures (3–1)     |

| Posição | N. | Data                   | Torneio                                  | Superficie  | Oponente na final  | Placar da final     |
| Vice    | 1. | 16 de agosto de 2004   | Krasnoarmeysk, Rússia                    | Duro        | Philipp Mukhometov | 2–6, 6–3, 6–2       |
| Campeão | 1. | 13 de novembro de 2009 | Sergiyev Posad, Rússia                   | Duro (i)    | Alexey Kedryuk     | 6–1, 5–7, 7–6(6)    |
| Campeão | 2. | 3 de dezembro de 2007  | Frýdlant nad Ostravicí, República Tcheca | Carpete (i) | Miloslav Mečíř Jr. | 6–7(5), 6–4, 7–6(3) |
| Campeão | 3. | 5 de maio de 2008      | Andijan, Uzbekistan                      | Duro        | Ryan Young         | 6–3, 6–3            |
| Campeão | 4. | 30 de novembro de 2009 | Khanty-Mansiysk, Rússia                  | Carpete (i) | Marcel Granollers  | 1–6, 6–3, 6–2       |